# 《三上桃峰》事件
三上桃峰事件又稱三上桃峰、批判《三上桃峰》，是文化大革命時期的一起四人幫成員批判劇目的事件。
1974年2月28日，《人民日报》发表署名初澜的文章《评晋剧〈三上桃峰〉》。《三上桃峰》是山西省选派到北京参加华北地区文艺演出的一个剧目。该剧取材于《人民日报》1965年7月的一篇报道《一匹马》，主要内容是说，河北省抚宁县桃峰大队因为买了一匹病马而蒙受损失，卖马大队的女支部书记为此特地三次到桃峰大队，并送去一匹大红马支援春耕。不過由於劉少奇的夫人王光美曾在抚宁县的桃园大队参加四清运动，中華人民共和國文化部的负责人和姚文元、江青、张春桥等人認為这个戏是要为刘少奇翻案，是否定无产阶级文化大革命，並在《人民日报》上發表文章批判《三上桃峰》是黑戏、黑典型。隨後中國全国各地报纸纷纷转载《人民日报》的文章，掀起“反击文艺黑线回潮”的風潮。